# Seidenschnäpper
Die Seidenschnäpper (Ptiliogonatidae) sind eine artenarme Singvogelfamilie, die in Mittelamerika und im südlichen Nordamerika vorkommt.

## Merkmale
Seidenschnäpper sind mittelgroße Singvögel, die sitzend eine relativ aufrechte Position einnehmen. Sie haben ein graues, braunes oder glänzend schwarzes Gefieder mit oft dazu kontrastierenden weißen oder gelben Gefiederpartien. Männchen sind normalerweise farbiger als die Weibchen. Die Flügelenden sind abgerundet, der Schwanz ist lang. Der Kopf ist mittelgroß und zeigt bei den meisten Arten eine auffällige Federhaube. Der Hals ist kurz und dick. Der Schnabel ist kurz, gerade und abgeflacht und bei den meisten Arten von kurzen Borsten an der Schnabelbasis umgeben. Die Beine sind kurz, die Füße sind klein.

## Lebensraum und Lebensweise
Die meisten Seidenschnäpper kommen in Bergwäldern vor, der Trauerseidenschnäpper dagegen in Wüstengegenden, in Busch- und Waldland in Mexiko und in den südwestlichen USA. Die Vögel ernähren sich vor allem von Früchten und von Insekten, der Gelbflanken-Seidenschnäpper frisst ausschließlich Früchte, der Trauerseidenschnäpper frisst während der kalten Jahreszeit, wenn Insekten knapp sind, vor allem die nährstoffarmen Beeren der Wüsten-Mistel (Phoradendron californicum). Als Wartenjäger sitzen die Vögel auf einem Ansitz, um beim Anblick eines Insekts aufzufliegen und dieses im Flug zu fangen.

## Fortpflanzungsbiologie
Seidenschnäpper sind monogam. Das Nest wird aus Zweigen und faserigen Pflanzenbestandteilen gebaut und ist offen und bauchig. In den feuchten Tropen wird das Nest mit Moos und Flechten getarnt. Ein Gelege besteht in der Regel aus zwei Eiern, beim Trauerseidenschnäpper können es bis zu vier sein. Beim Trauerseidenschnäpper bebrüten Männchen und Weibchen die Eier bis zum Schlupf der Jungvögel etwa zwei Wochen lang; beim Langschwanz-Seidenschnäpper brütet nur das Weibchen und es dauert 16 bis 17 Tage, bis die Jungen schlüpfen. Bei beiden Arten werden die Jungen von beiden Elternteilen gefüttert. Bis zum Ausfliegen dauert es beim Trauerseidenschnäpper etwa 20 Tage, beim Langschwanz-Seidenschnäpper sind es 24 bis 25 Tage. Für die beiden anderen Arten liegen keine Daten vor.

## Systematik
Die Seidenschnäpper sind eventuell die Schwestergruppe der Seidenschwänze (Bombycillidae) oder der ausgestorbenen hawaiianischen Mohoidae. Zusammen mit diesen und vier weiteren Familien bilden sie die Überfamilie Bombycilloidea innerhalb der Singvögel.

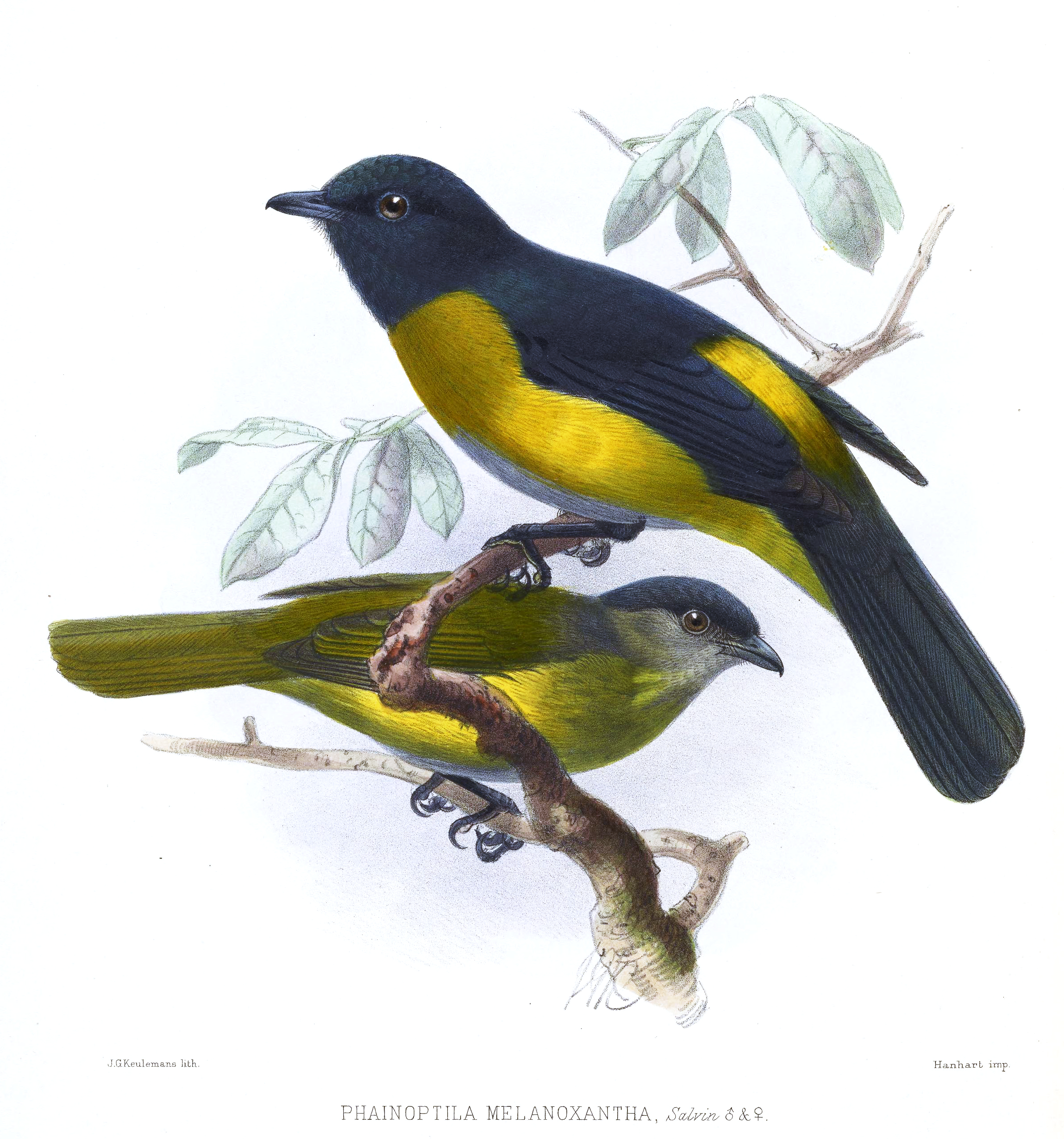
Männchen (oben) und Weibchen des Gelbflanken-Seidenschnäppers (Phainoptila melanoxantha), Zeichnung von John Gerrard Keulemans

## Gattungen und Arten
- Phainoptila
  - Gelbflanken-Seidenschnäpper, Phainoptila melanoxantha
- Ptiliogonys
  - Grauseidenschnäpper, Ptilogonys cinereus
  - Langschwanz-Seidenschnäpper, Ptilogonys caudatus
- Phainopepla
  - Trauerseidenschnäpper, Phainopepla nitens